# Реинкарнација
Реинкарнација или препорађање (лат. re-incarnatio – „поновно утеловљење”) је филозофски или религиозни концепт да нефизичка суштина живих бића започиње нови живот у различитој физичкој форми или телу након биолошке смрти. Она се такође назива препород или трансмиграција, и део је самсарске доктрине цикличне егзистенције.
Према овом учењу, човек се након смрти поново рађа, односно његов дух се преноси у неко ново биће или особу. Тако долази до континуираног живота, односно до бесмртности душе. У варијантама овог учења, душа после смрти проводи неко време на оном свету, пре но што опет сиђе на Земљу да се сједини с једним новим људским бићем.
Схватање о животу као цикличном процесу, тј. проласку душе кроз различита тела, изводи се код многих древних народа на основу појава рађања и смрти, и преношења породичних особина код деце. Појам веома сличан реинкарнацији је и метемпсихоза, с једином разликом што се ту душа може уселити и у различите животиње и биљке.
У сеобу душа веровали су нпр. Питагора, Емпедокле и Платон, а такође сачињава битан елемент хиндуизма, будизма и неких других религија.
Иако већина деноминација унутар хришћанства и ислама не верује да се појединци реинкарнирају, одређене групе унутар ових религија разматрају реинкарнацију; ове групе укључују главне историјске и савремене следбенике катаризма, алавита, друза и розенкројцера. Историјски односи између ових секти и веровања о реинкарнацији која су била карактеристична за неоплатонизам, орфизам, херметизам, манихенство и гностицизам римског доба, као и за индијске религије, били су предмет новијих научних истраживања. Последњих деценија, многи Европљани и Северноамериканци су развили интересовање за реинкарнацију, и многи савремени радови то помињу.

## Концептуалне дефиниције
Реч реинкарнација потиче од латинског израза који дословно значи „поново ући у тело“. Реинкарнација се односи на веровање да један аспект сваког људског бића (или свих живих бића у неким културама) наставља да постоји након смрти. Овај аспект може бити душа или ум или свест или нешто трансцендентно што се поново рађа у међусобно повезаном циклусу постојања; веровање о трансмиграцији варира у зависности од културе, и замишљено је да буде у облику новорођеног људског бића, или животиње, или биљке, или духа, или као биће у неком другом не-људском царству постојања.
Алтернативни термин је трансмиграција, која подразумева миграцију из једног живота (тела) у други. Термин су користили модерни филозофи као што је Курт Гедел и ушао је у свакодневни језик.
Грчки еквивалент реинкарнацији, метемпсихоза (грч. μετεμψύχωσις), потиче од мета („промена“) и empsykhoun („уметнути душу“), термина који се приписује Питагори. Други грчки термин који се понекад користи као синоним је палингенеза, 'наново рођен'.
Поновно рођење је кључни концепт који се налази у главним индијским религијама и о коме се говори користећи различите термине. Реинкарнација, или пунарџанман (санск. पुनर्जन्मन्, 'поновно рођење, трансмиграција'), је дискутована у древним санскритским текстовима хиндуизма, будизма и џаинизма, са мноштвом алтернативних термина као што су punarāvṛtti (санск. पुनरावृत्ति), punarājāti (санск. पुनराजाति), punarjīvātu (санск. पुनर्जीवातु), punarbhava (санск. पुनर्भव), āgati-gati (санск. आगति-गति уобичајен у будистичком пали тексту), nibbattin (санск. निब्बत्तिन्), upapatti (санск. उपपत्ति), и  uppajjana (санск. उप्पज्जन).
Ове религије верују да је ова реинкарнација циклична и бескрајна сансара, осим ако се стеку духовни увиди који завршавају овај циклус што води ка ослобођењу. Концепт реинкарнације се у индијским религијама сматра кораком који започиње сваки „циклус бесциљног лутања, лутања или земаљског постојања“, али као прилика да се тражи духовно ослобођење кроз етички живот и разне медитативне, јогијске (марга), или друге духовне праксе. Ослобађање из циклуса реинкарнација сматрају крајњим духовним циљем, а ослобођење називају терминима као што су мокша, нирвана, мукти и кајваља. Међутим, будистичка, хиндуистичка и џаинска традиција су се од давнина разликовале у својим претпоставкама и детаљима о томе шта се реинкарнира, како се реинкарнација дешава и шта води ослобођењу.

## Реинкарнација у хиндуизму
Учење о реинкарнацији се јавило у Индији око 800. п. н. е. Оно је блиско повезано са концептом карме, да последице добрих или лоших дела човека стижу и у следећем животу.

## Препорађање у будизму
Буда је усвојио идеју препорађања из старије индијске религије. Будизам се суочио са тешкоћом приликом помирења веровања у препорађање са доктрином анатте (непостојања сопства). Међутим, у будизму нема селидбе душа из једног живота у други. Када човек умире, његово тело, основа његове психе, распада се, и тако психички живот се завршава. Нема никакве душе која би се могла пресељавати. Након смрти продужује да постоји само кармичка енергија његових дела, па једино заиста бесмртно у човеку јесу његова дела. Стога је могућа вера у препорађање и без вере у вечни идентитет сопства или индивидуалност душе.
Идеја препорађања се путем будизма раширила по великом делу Азије. Када је будизам доспео у Кину, Кореју и Јапан, доктрине о карми и препорађању, и схватање да заслужни поступци могу да буду посвећени помоћи душама из нижих исходишта препорађања како би напредовале до бољих исходишта, наишле су на широк пријем.
Све док је душа спутана кармичким процесом и није у потпуности ослобођена од мржње, похлепе и незнања, нужно мора да подлегне поновном рођењу. У будизму су се развиле различите модификације схватања препорађања, али је суштинска идеја остала иста. Точак препорађања (самсара) представља шест видова постојања: богове, полубогове (асуре), људска бића, животиње, гладне духове и демоне. Душе изузетно честитих људи поново се рађају као богови; они који су живели добрим животом враћају се на земљу као мушкарци или жене, а неки се због својих грехова поново рађају као животиње, гладни духови или становници пакла.
Сва осећајна бића се сматрају окованим за Точак препорађања све док не постигну ослобађање од кармичког процеса уласком у нирвану.

## Метемпсихоза у грчкој филозофији
Стари Грци су такође имали своје схватање реинкарнације. Метемпсихоза је израз грчког порекла са значењем „пренос душе” (психе) из једног тела у друго. За разлику од реинкарнације, у метемпсихози се душа може уселити и у различите животиње и биљке, а не само у друго људско тело. Учење о сеоби душе су заступали многи антички филозофи, између осталих Питагора, Емпедокле, Платон и орфичари. Емпедокле сматра да реинкарнација обухвата и богове, који су пали за своје грехе на земљу и осуђени на кружна преоваплоћења. Он у стиху описује своја претходна постојања:
„Сад сам и ја такав бегунац од богова, који је заблудео,
Ја сам пак некада био младић, и девојка и птица, и жбун,
и нема риба која у води обитава.’’
Схватање слично сеоби душа су имали и грчки песник Пиндар, као и трагичари Есхил и Софокле. По њима, сила једном учињеног греха, продужава поново да живи у судбама потомака и кажњава се у њима све новим злочинима и несрећама.
Каснији грчки филозофи нису прихватали веру у сељење душа из једног материјалног тела у друго. Већ је Аристотел сматрао неприхватљивом ову идеју пошто свако тело има своју сопствену душу, свој „облик” („форму”). Неколико векова касније, ово учење се поново појавило код чувеног новоплатоничара Плотина.